# Чесники (Польща)
Чесники (або Чашники, пол. Cześniki) — колишнє (до 1943 р.) українське село в Польщі, у гміні Ситно Замойського повіту Люблінського воєводства. Населення — 477 осіб (2011).

## Розташування
Знаходиться на Закерзонні (в історичній Холмщині).

## Історія

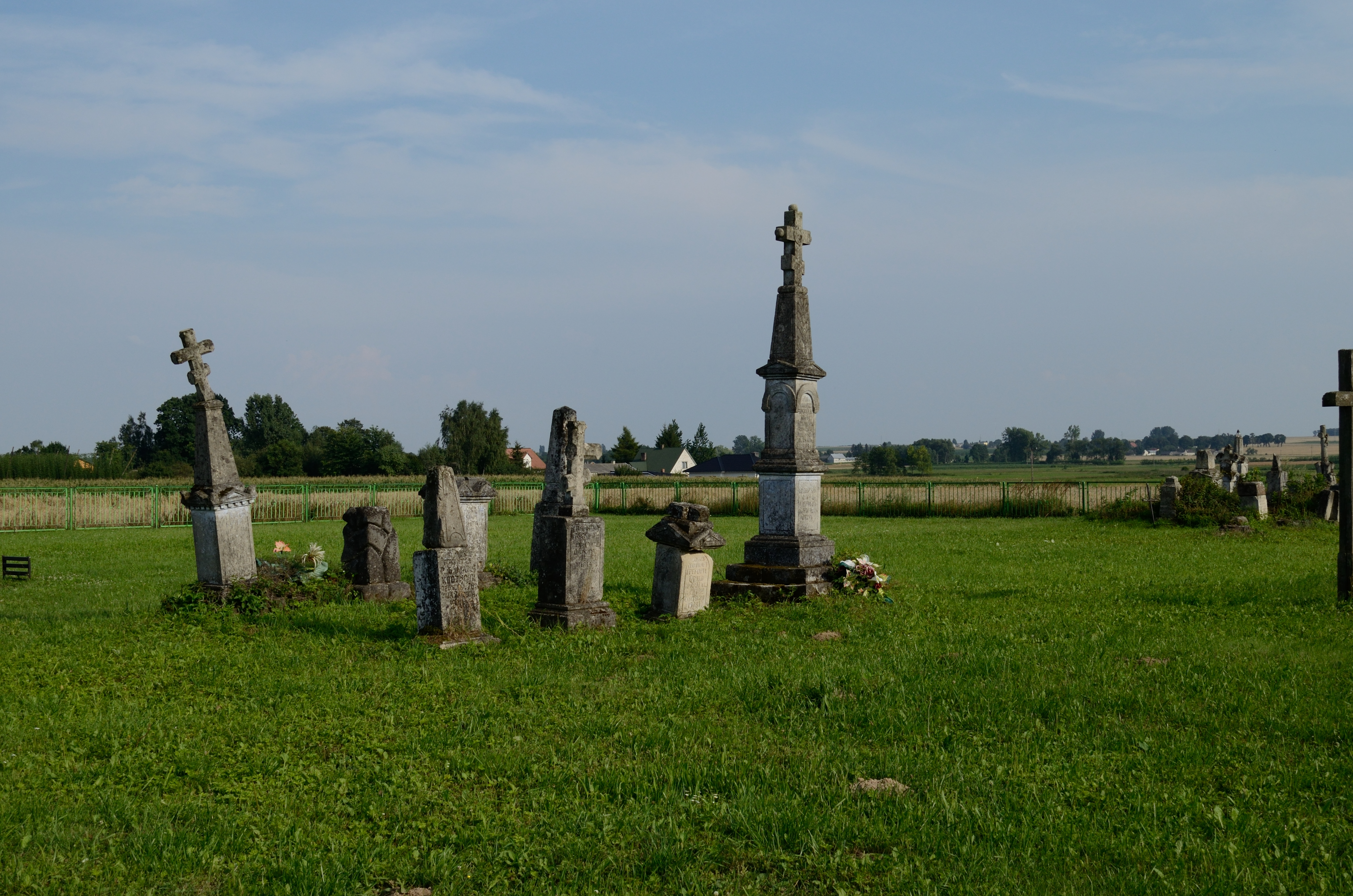
Колишній православний цвинтар

Вперше згадується церква святого Михайла у 1415 році. У 1867 році замість дерев'яної церкви зведена мурована, на 1872 рік налічувала 770 парафіян.
За даними етнографічної експедиції 1869—1870 років під керівництвом Павла Чубинського, у селі здебільшого проживали греко-католики, усе населення розмовляло українською мовою.
Село пережило депортацію українців російською армією у 1915 році, окупацію Холмщини поляками у 1919 році з закриттям церкви. Присланий поляками вчитель Бартковскі силою захопив майно священика та побив його.
У 1921 році село входило до складу гміни Котлиці Томашівського повіту Люблінського воєводства Польської Республіки. За переписом населення Польщі 1921 року в селі та однойменному фільварку налічувався 161 будинок та мешкало 999 осіб (472 чоловіків та 527 жінок), з них: 734 православних, 241 римо-католик, 23 юдеїв і 1 євангельський християнин або ж 441 українець, 543 поляків, 12 євреїв та 3 осіб іншої національності.
У 1939 році під час ганебного відступу перед німцями польське військо спалило півсела і вбило кількох українців.
Під час німецької окупації 1939—1944 років церква була повернена українцям і тут діяла парафія Української автокефальної православної церкви. Також діяли українська школа (вперше), хор, дитячі гуртки, кооператива. У грудні 1942 року в селі проживало 787 українців. Однак німці визначили село на німецьку колонію, тому відселяли українців у села Грубешівського повіту (не чіпаючи поляків) і заселяли Чесники німецькими колоністами. Через це німецький перепис 1943 року зафіксував у селі 266 поляків і відсутність українців.
1944 року польські шовіністи вбили в селі 3 українців. В 1945 р. польською владою церква була віддана полякам під костел.
У 1975—1998 роках село належало до Замойського воєводства.

## Населення
Демографічна структура станом на 31 березня 2011 року:
|          | Загалом | Допрацездатний вік | Працездатний вік | Постпрацездатний вік |
| -------- | ------- | ------------------ | ---------------- | -------------------- |
| Чоловіки | 226     | 44                 | 155              | 27                   |
| Жінки    | 251     | 53                 | 140              | 58                   |
| Разом    | 477     | 97                 | 295              | 85                   |